# Griffith College
Pour les articles homonymes, voir Griffith.
Griffith College (GC) (en irlandais : Coláiste Uí Ghríofa) est l’un des plus grands et des plus anciens collèges privé établis au troisième cycle (enseignement supérieur) en Irlande.

## Présentation du Griffith College
Le Griffith College possède quatre campus se situant dans les villes de Dublin, Cork et Limerick,. Il porte le nom de l'ancienne caserne Griffith de la South Circular Road à Dublin,.
Le campus principal de Dublin se trouve à cinq minutes du centre-ville, où se trouve un campus supplémentaire. Des résidences universitaires sont présentes sur le campus, à proximité de la bibliothèque. Un bar, des studios, une salle de sport et les locaux du syndicat des étudiants complètent le campus,.

## Histoire du Griffith College
L'établissement a été fondé en 1974 par Diarmuid Hegarty. Il a été incorporé en 1978 sous le nom de Business and Accounting Training (BAT). Après avoir été installé sur Morehampton Road, le Business and Accounting College a été transféré au site de Griffith Barracks. L'école prit alors le nom de Griffith College Dublin (GCD). 
En 2005, le collège fusionne avec le Skerry's College Cork pour donner naissance à Griffith College Cork (GCC). 
En 2006, le collège s'implante à Limerick lorsque le Mid West Business Institute fut acquis par le Griffith College, conduissant à la création de Griffith College Limerick (GCL).

## Galerie

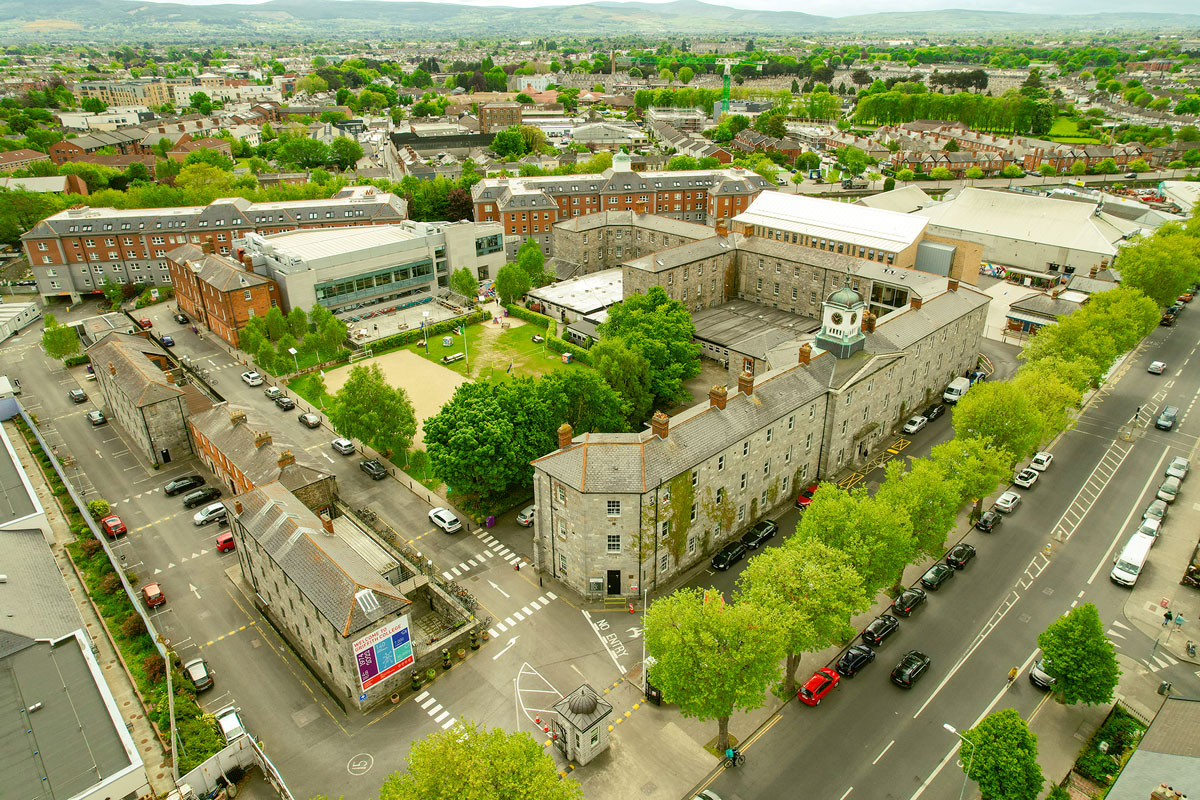
Vue aérienne du campus principal
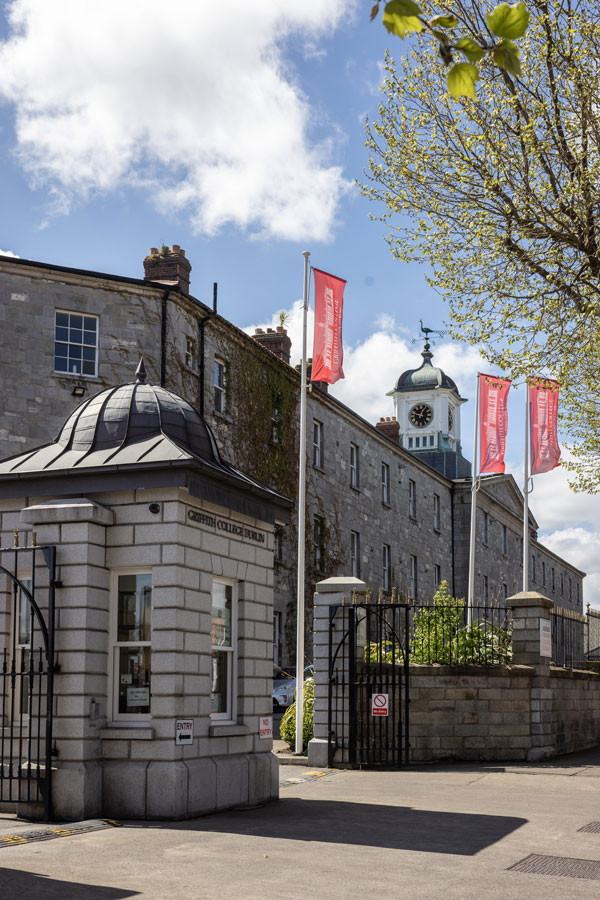
Entrée campus principal
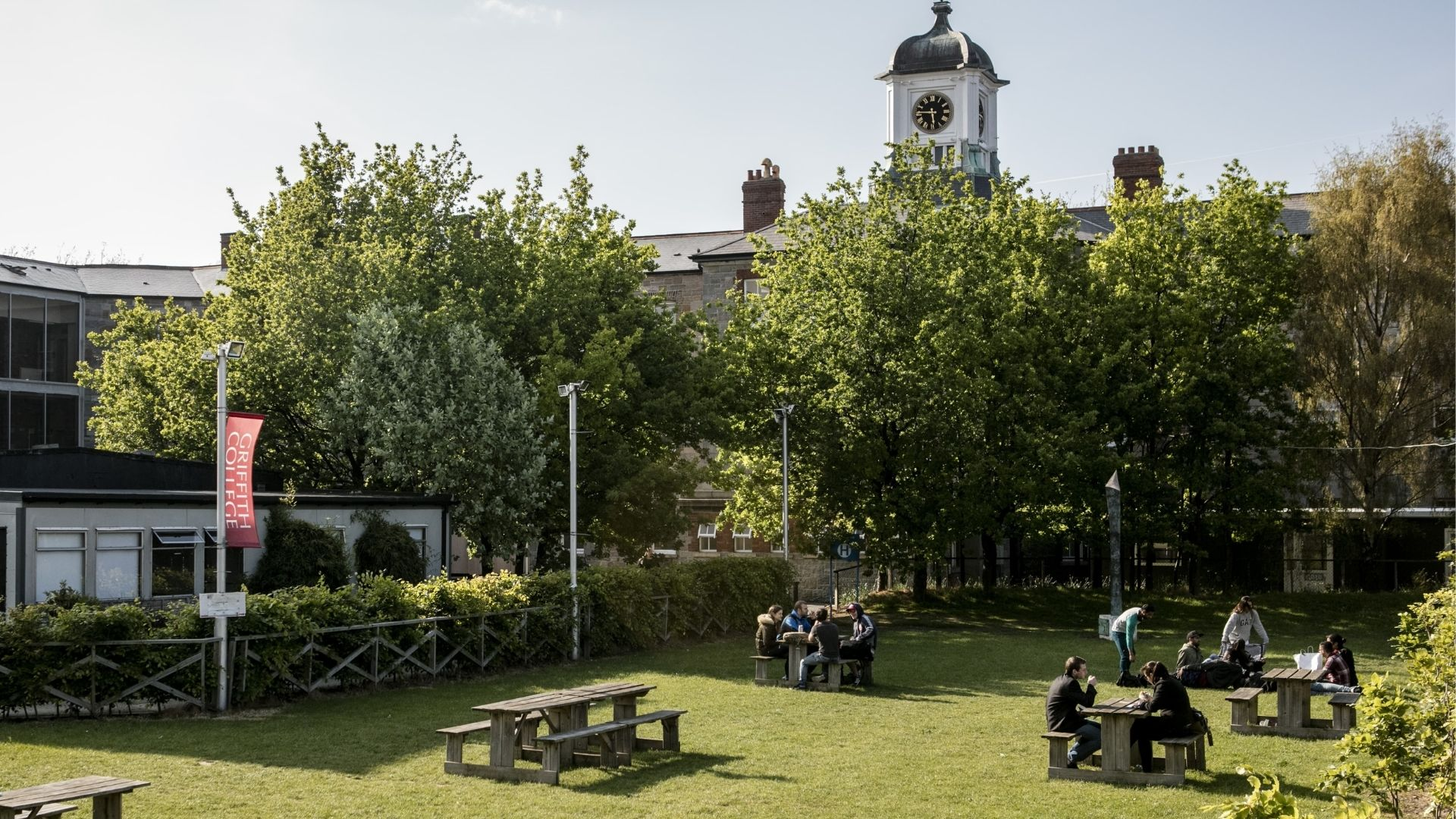
Place centrale
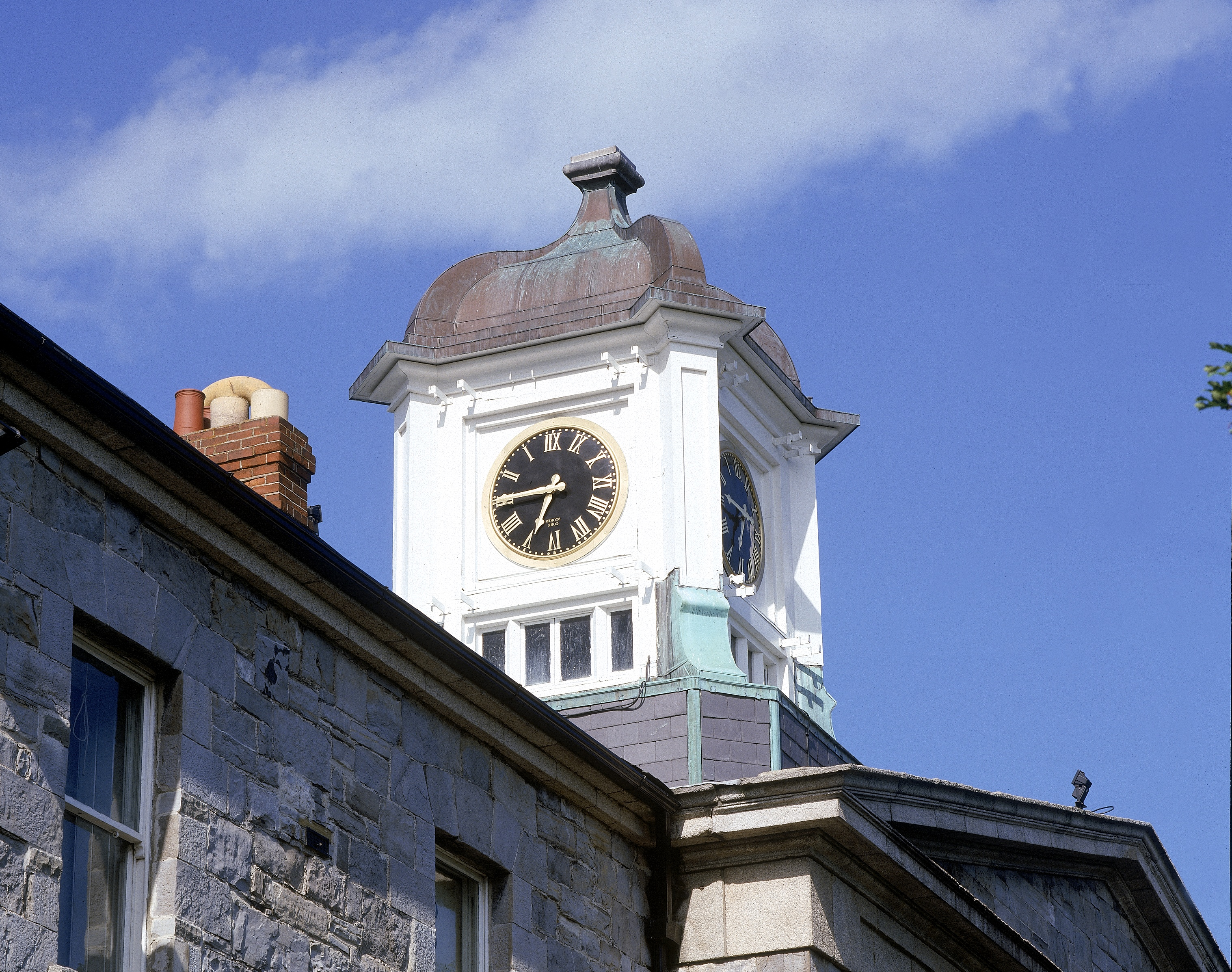
Clock Tower
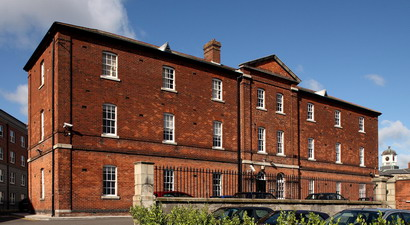
Bâtiment Wellington
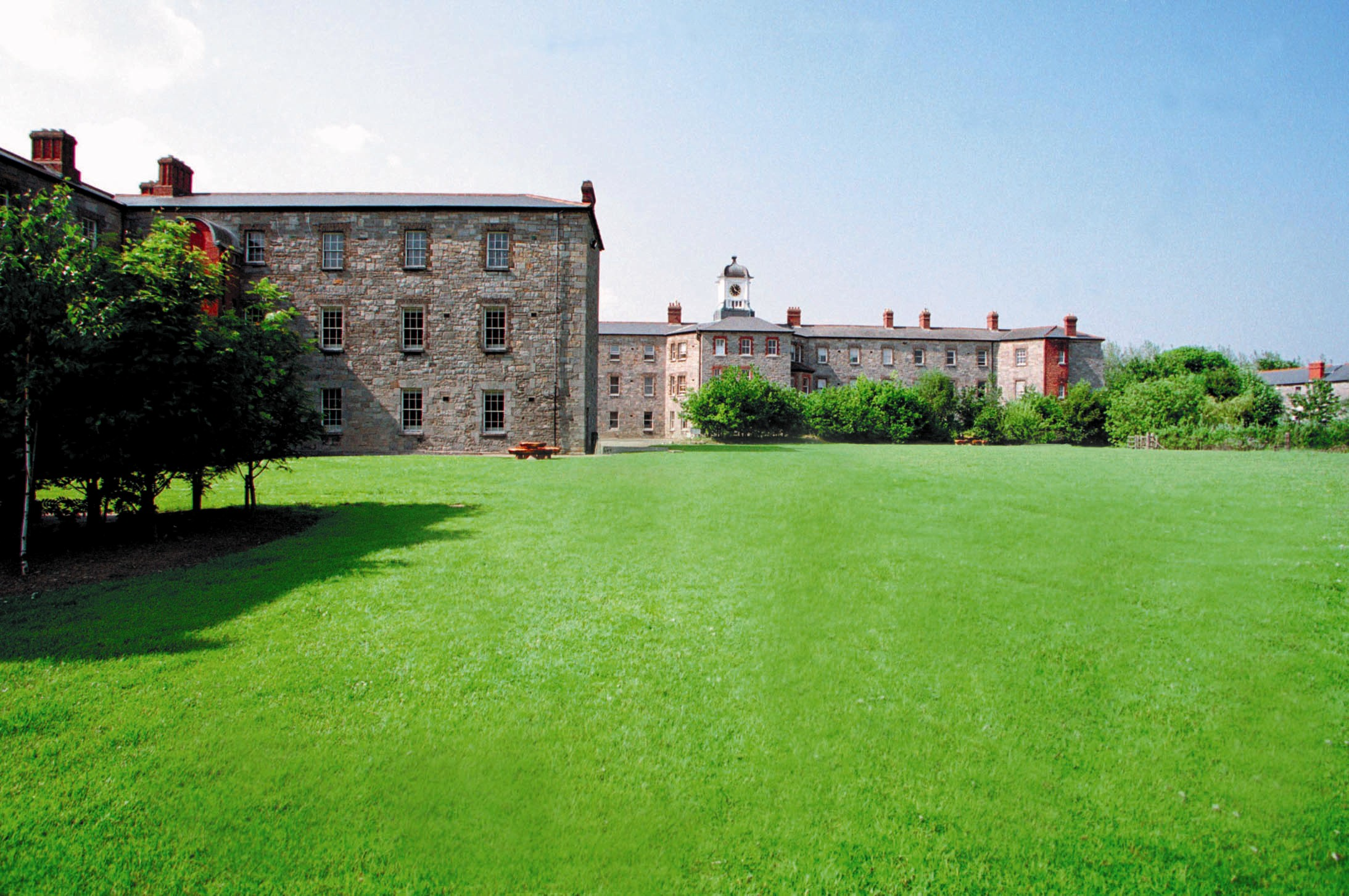
Zone verte sur le campus
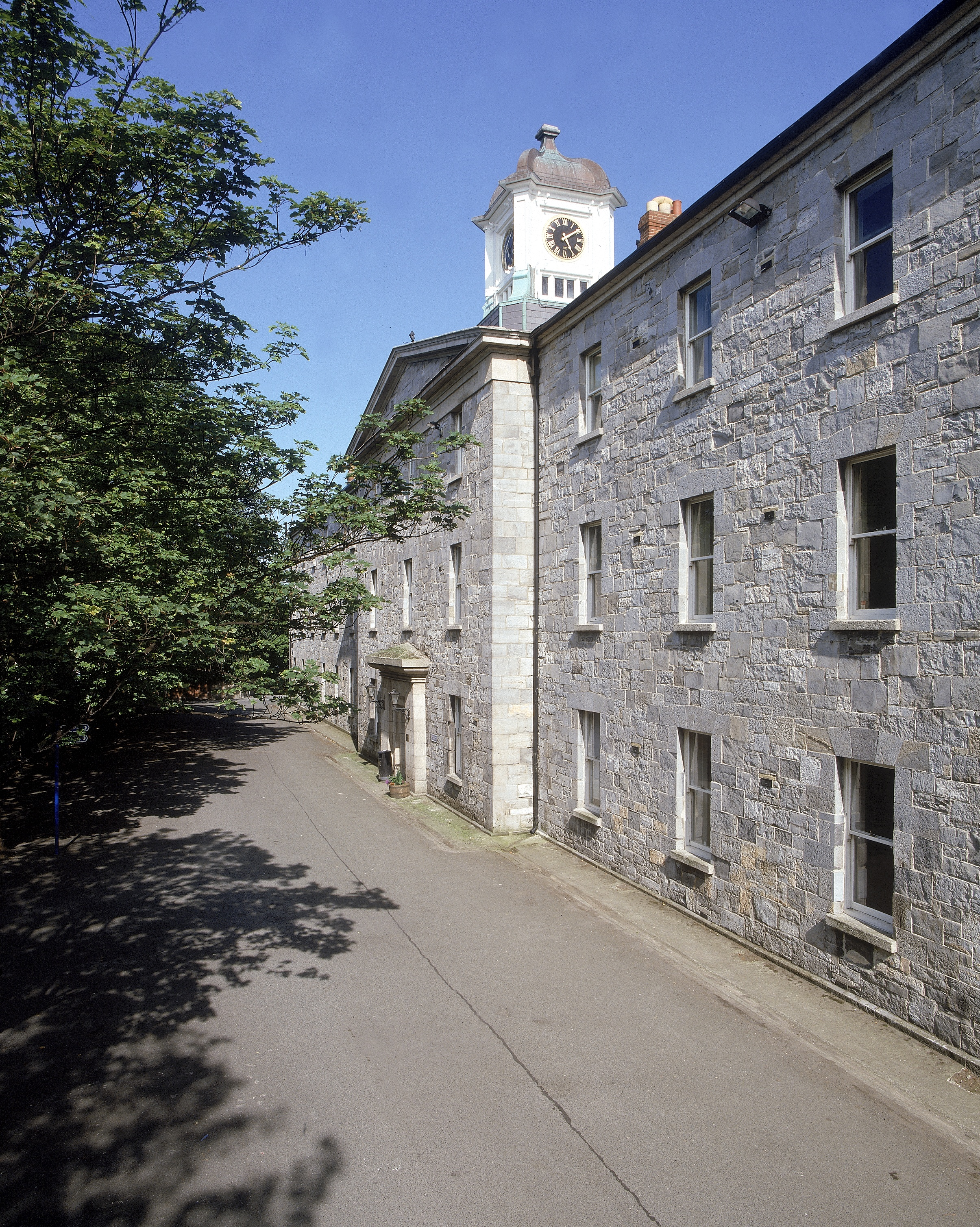
Une des façade du Griffith College
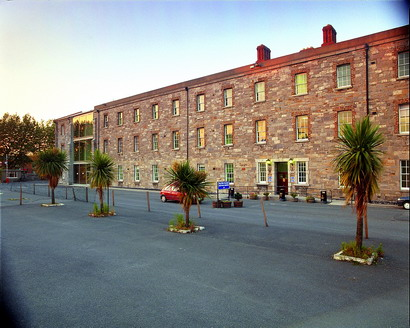
Bâtiment Arthur Griffith